# Șușani, Vâlcea
Șușani este satul de reședință al comunei cu același nume din județul Vâlcea, Oltenia, România.

## Persoane
- Adela Popescu, actriță și cântăreață română

 Acest articol despre o localitate din județul Vâlcea este deocamdată un ciot. Puteți ajuta Wikipedia prin completarea lui.